# Juan Manuel Gálvez Durón

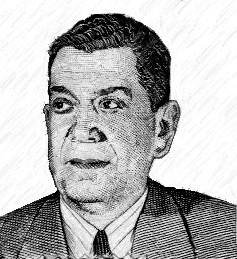
Juan Manuel Gálvez Durón

Juan Manuel Gálvez Durón (* 10. Juni 1887 in Tegucigalpa; † 20. August 1972 ebenda) war vom  1. Januar 1949 bis 16. November 1954 Präsident von Honduras.

## Leben
Seine Eltern waren Benita Durón und der Rechtsanwalt José María Gálvez Retes.
Er studierte an der Escuela de Derecho der Universidad de Honduras, die er 1913 als Absolvent verließ, und erhielt anschließend seine Zulassung als Rechtsanwalt und Notar.
1920 zog er nach Puerto Cortés, wo er mit Laura Barnes Paredes zusammen lebte. Dort wurde ihr erster Sohn Roberto Gálvez Barnes geboren. Später zogen sie nach Tela, wo Juan Manuel Gálvez Barnes geboren wurde. 1924 war Gálvez Durón Delegierter für das Departamento de Tegucigalpa (das heute Departamento Francisco Morazán heißt) in der neunten verfassungsgebenden Versammlung. 1924 war er im Regierungskabinett von Vicente Tosta Carrasco Regierungsminister und Privatsekretär von Miguel Paz Barahona.
Er war Kriegs- und Luftfahrtminister im Regierungskabinett von Tiburcio Carías Andino und Präsidentschaftskandidat der Partido Nacional de Honduras (PNH) bei den Wahlen 1948.
Juan Manuel Gálvez Durón setzte die exportorientierte Wirtschaftspolitik von Tiburcio Carías Andino fort, ebenso die Entwicklung des Kaffeeanbaus und des Straßenbaus. Die Regierung von Gálvez setzte die UFCO-freundliche Politik ihre Vorgängerregierungen fort. Die UFCO erhielt 1949 einen sehr günstigen Vertrag für 25 Jahre, der nur geringfügig von dem 15 Jahre vorher geschlossenen Vertrag abwich.
Es gab ein erhebliches Maß an Pressefreiheit. Der Partido Liberal de Honduras wurde erlaubt sich zu organisieren und ein Obleutewesen der abhängig Beschäftigten wurde eingeführt. Es wurde ein Gesetz zur Rentenversicherung erlassen, das in der Praxis aber nur in seltenen Fällen wirksam wurde. Es wurden ein gesetzlicher Arbeitstag von acht Stunden, bezahlter Urlaub, die Bezahlung der Arbeit an Feiertagen sowie eine beschränkte Verantwortung der Arbeitgeber bei Arbeitsunfällen dekretiert. Die Frauen- und Kinderarbeit wurde reglementiert.

## Regierungskabinett
- Stellvertreter: Julio Lozano Díaz.
- Minister für Regierung, Justizverwaltung und Gesundheit: Julio Lozano Díaz.
- Außenminister: J. Edgardo Valenzuela.
- Kriegs- und Luftfahrtminister: Leonidas Pineda M.
- Finanzminister: Marco A. Batres.
- Bildungsminister: Marcos Carías Reyes.
- Arbeits- und Sozialminister: Norberto Guillén B.
- Minister für Entwicklungs und Öffentliche Arbeiten: Medardo Zúniga V.
- Landwirtschaftsminister: Benjamín Membreño.

Am 5. Dezember 1954 wurde Juan Manuel Gálvez, während er sich zu einer medizinischen Untersuchung in den USA befand, von seinem Stellvertreter Julio Lozano Díaz abgesetzt. Julio Lozano Díaz ging 1956 ins Exil und übergab die Präsidentschaft an den mittlerweile zum Vorsitzenden Richter des obersten Gerichtes avancierten Juan Manuel Gálvez zurück.
Am 21. Oktober 1956 wurde Juan Manuel Gálvez von einer Militärjunta, der sein Sohn Roberto Gálvez Barnes (1925–1995) angehörte, gestürzt.